# 성산로 (고령 성주)
성산로(Seongsan-ro)는 경상북도 고령군 대가야읍 헌문교차로에서 대구광역시 달성군 논공읍 위천삼거리를 잇는 도로이다.

## 주요 경유지
경상북도
- 고령군 (대가야읍 . 개진면 . 성산면 .